# 拉尼卡
拉尼卡（義大利語：Ranica），是意大利贝加莫省的一个市镇。总面积4平方公里，人口6016人，人口密度1504.0人/平方公里（2009年）。国家统计（ISTAT）代码为016178。